# Dornholzhausen (Rhein-Lahn-Kreis)
Dornholzhausen ist eine Ortsgemeinde im Rhein-Lahn-Kreis in Rheinland-Pfalz. Sie gehört der Verbandsgemeinde Bad Ems-Nassau an.

## Geographie
Der Ort liegt auf den Unterlahnhöhen im westlichen Hintertaunus im Naturpark Nassau. Die höchste Erhebung ist der Köppel (336 m über NHN).

## Geschichte
Der Ort wurde 1260 unter dem Namen „Durrenholzhusen“ erstmals erwähnt. Dornholzhausen gehörte zum später „Vierherrisches auf dem Einrich“ genannten Kondominium, das im gemeinschaftlichen Besitz von Hessen-Kassel und verschiedener Linien von Nassau war. Es war zuletzt bis 1774 dem nassau-saarbrückischen Quartier zugeordnet.
Um 1540 wurde die Reformation eingeführt, die Auseinandersetzungen zwischen Lutheranern und Reformierten währten lange an. 1608 wurde der Dornholzhausener Pfarrer Heinrich Jakob Piskator von seinem Amtsvorgänger im Streit erstochen. 1725 wurden die Pfarrersleute Heinicus durch Raubmörder getötet. Zum Kirchspiel Dornholzhausen gehörten auch Dessighofen und Geisig.
Nach der im Jahr 1774 erfolgten Teilung des „Vierherrischen“ kam der Ort unter die gemeinsame Landeshoheit von Nassau-Usingen und Nassau-Diez und wurde dem Amt Nassau zugeordnet. Von 1806 an gehörte der Ort zum Herzogtum Nassau, das 1866 vom Königreich Preußen annektiert wurde. Dornholzhausen kam 1868 preußischen Provinz Hessen-Nassau. Nach dem Ersten Weltkrieg war der Ort bis zum Abzug der Franzosen 1929 besetzt. Nach dem Zweiten Weltkrieg war der Ort ebenfalls in der französischen Besatzungszone und wurde 1946 Teil des Landes Rheinland-Pfalz.
Ab 1986 wurde in Dornholzhausen eine Dorferneuerung durchgeführt.
Die Einwohnerschaft entwickelte sich im 19. und 20. Jahrhundert wie folgt: 1843: 199 Einwohner, 1927: 210 Einwohner, 1964: 188 Einwohner.

## Politik

### Gemeinderat
Der Gemeinderat in Dornholzhausen besteht aus sechs Ratsmitgliedern, die bei der Kommunalwahl am 9. Juni 2024 in einer Mehrheitswahl gewählt wurden, und dem ehrenamtlichen Ortsbürgermeister als Vorsitzendem.

### Bürgermeister
Torsten Winterwerber wurde am 3. Juli 2024 Ortsbürgermeister von Dornholzhausen. Da für die Direktwahl am 9. Juni 2024 kein gültiger Wahlvorschlag eingereicht wurde, oblag die Neuwahl des Bürgermeisters gemäß rheinland-pfälzischer Gemeindeordnung dem Rat, der sich auf seiner konstituierenden Sitzung einstimmig für Torsten Winterwerber entschied.
Winterwerbers Vorgängerin Ilona Köhler-Heymann hatte das Amt im November 2017 von Thomas Böhm übernommen. Vor ihm war Eckhard Mangold Ortsbürgermeister von Dornholzhausen.

### Wappen
Das seit 1991 geführte Wappen zeigt „in Gold einen bewurzelten grünen Laubbaum, unten rechts und links begleitet von je 2 roten Weizenähren.“

## Sehenswürdigkeiten
- die barocke evangelische Pfarrkirche

Siehe auch:
- Liste der Kulturdenkmäler in Dornholzhausen
- Liste der Naturdenkmale in Dornholzhausen